# BU-NI
BU-NI（ブーニー）は、日本の作曲家、編曲家、キーボードプレイヤー。本名：浮田 学（うきた まなぶ）。

## 経歴
高校時代結成していたバンド「BE-LEGEND」でTEEN’s music festival全国大会で優勝して以降、もっと音楽を追求したい思いがあり、単身渡米した。帰国後は作曲家、編曲家、キーボードプレイヤーとして、加藤ミリヤ、Crystal Kay、KG、植村花菜、Ms.OOJA、Tiara 、MAY'S、光永亮太、Hilcrhyme、AZU、soulja、AKB48、SPEED、傳田真央、宏実、熊木杏里、RSP、sunya 、Safarii、天上智喜、Vo Vo Tau、中川翔子、リュシウォン、Junear、Meajyu、melody、田中ロウマ、satomi、岡野宏典など、ジャンルにとらわれることなく精力的にプロデュースやライブサポートを行う。
2007年12月から、BU-NIとRICKY（リッキー）の2人でプロデュース・チーム「fink bro. (フィンク ブロー)」を結成し、個人の活動とは別にチームとしての活動も開始。自身でもバンド「JILTY SOUL」を結成した。
2009年、コロムビアレコードより『Traffic jamz』でメジャーデビュー。都内を中心にライブを行う。

## 人物
- BU-NIの名前は、叔父の子がまだ幼い頃「まなぶ兄ちゃん」と言えずに「ぶーにいちゃん」と呼んでいたことに由来する。
- モノマネタレントのミラクルひかるは、中学の一つ下の後輩である。
- ハット好きで、かなりの数をコレクションしている。
- 高校時代から福井県で一人暮らしをしていた。
- 2児の父親。

## 主なプロデュース作品

### BU-NI 作品
- 遠恋歌（Sunya）編曲
- Evelything（KG）編曲
- イイダセナクテ（Sunya）編曲
- Fallin' in love againe（宏実）編曲
- Fallin' in love againe（宏実）アンプラグド編曲
- crazy wise'nd sexy（AZU）作曲・編曲
- Boooya!（one da 4 side）編曲
- Panorama（one da 4 side）編曲
- I still love U（松本恵奈）BU-NI & Ryosuke Dr.R Sakai 作曲・編曲

meajyu アルバム『M』より
- Thank you　作曲・編曲
- This song for you　作曲・編曲

Tiara アルバム『Tears』より
- JILTY SOUL　作曲
- LA FIESTA　作曲
- Smokin'5　作曲
- Interlude　作曲
- shining　作曲
- No Name Of Love feat junear　作曲
- MUSIC CiTY　作曲

KG アルバム『Song Of Love』より
- Story　編曲
- BY your side　作曲・編曲
- you'll be alright　作曲・編曲

KG アルバム『We are one』より
- if I Ain't Got You　編曲
- 君がいたから　作曲・編曲
- We are one　 BU-NI＆KG 作曲・編曲
- Epilogue　作曲・編曲

光永亮太アルバム『LIFE IS BEAUTIFUL』より
- 哀しみの雨　編曲
- COLORS　編曲
- After Love　 編曲
- DESTINY　編曲
- Home　編曲

Safarii アルバム『もう一度笑えるから』より
- Message　編曲

KG アルバム『Still Goes On...』より
- 上を向いて歩こう　編曲
- Show me what you’ve got　BU-NI＆KG 　作曲・編曲
- Your Love   　 作曲・編曲

Tiara アルバム『LOVERS ~Tiara Collaborations Album~』より
- Sweet Love with 光永亮太　BU-NI&Tiara&光永亮太   作曲・編曲

### 音楽プロデュース・チームfink bro.(BU-NI、RICKY)  作品
- Boyfriend/Girlfriend（田中ロウマ feat.melody.）作曲
- Near-thoughtful・1220- （天上智喜）作曲・編曲
- カミツレ（中川翔子）編曲
- Cafe Wonderland（リュ・シウォン）作曲・編曲
- やる気花火（渡り廊下走り隊）編曲
- 上を向いて歩こう（Sunya）編曲
- キミがくれたもの / YA-KYIM respects CIMBA（YA-KYIM）作曲・編曲
- Secret、秘密（宏美）作曲・編曲
- Someday Somewhere Someone（The New Classics）編曲
- シングル 泣きたくなるけどより Lights and Shades（傳田真央）編曲
- Missing you（Soulja）編曲

傳田真央　アルバム『 I AM』より
- Be My Hero  作曲・編曲
- Breath In Love　編曲
- Butterfly　編曲
- リトルメアリ　編曲

Junear アルバム『Plat Home』より
（トータルプロデュース）
- 君といれば　作曲・編曲
- crazy girl　作曲・編曲
- amazing love　BU-NI 作曲、fink bro. 編曲
- Gloly days　作曲・編曲
- say goodbye　作曲・編曲
- episode feat Meajyu　作曲・編曲
- answer　作曲・編曲